# IRF9
IRF9 (англ. Interferon regulatory factor 9) – білок, який кодується однойменним геном, розташованим у людей на короткому плечі 14-ї хромосоми. Довжина поліпептидного ланцюга білка становить 393 амінокислот, а молекулярна маса — 43 696.
| 10         |  | 20         |  | 30         |  | 40         |  | 50         |
| ---------- |  | ---------- |  | ---------- |  | ---------- |  | ---------- |
| MASGRARCTR |  | KLRNWVVEQV |  | ESGQFPGVCW |  | DDTAKTMFRI |  | PWKHAGKQDF |
| REDQDAAFFK |  | AWAIFKGKYK |  | EGDTGGPAVW |  | KTRLRCALNK |  | SSEFKEVPER |
| GRMDVAEPYK |  | VYQLLPPGIV |  | SGQPGTQKVP |  | SKRQHSSVSS |  | ERKEEEDAMQ |
| NCTLSPSVLQ |  | DSLNNEEEGA |  | SGGAVHSDIG |  | SSSSSSSPEP |  | QEVTDTTEAP |
| FQGDQRSLEF |  | LLPPEPDYSL |  | LLTFIYNGRV |  | VGEAQVQSLD |  | CRLVAEPSGS |
| ESSMEQVLFP |  | KPGPLEPTQR |  | LLSQLERGIL |  | VASNPRGLFV |  | QRLCPIPISW |
| NAPQAPPGPG |  | PHLLPSNECV |  | ELFRTAYFCR |  | DLVRYFQGLG |  | PPPKFQVTLN |
| FWEESHGSSH |  | TPQNLITVKM |  | EQAFARYLLE |  | QTPEQQAAIL |  | SLV        |

A: Аланін

C: Цистеїн

D: Аспарагінова кислота

E: Глутамінова кислота

F: Фенілаланін

G: Гліцин

H: Гістидин

I: Ізолейцин

K: Лізин

L: Лейцин

M: Метіонін

N: Аспарагін

P: Пролін

Q: Глутамін

R: Аргінін

S: Серин

T: Треонін

V: Валін

W: Триптофан

Кодований геном білок за функціями належить до активаторів, фосфопротеїнів. 
Задіяний у таких біологічних процесах, як транскрипція, регуляція транскрипції, противірусний захист. 
Білок має сайт для зв'язування з ДНК. 
Локалізований у цитоплазмі, ядрі.